# Sursee
Sursee (schweizerdeutsch So(o)rsi [ˈsoːrsɪ]) ist eine Kleinstadt, Einwohnergemeinde und Hauptort des gleichnamigen Wahlkreises im Schweizer Kanton Luzern.

## Geographie
Sursee liegt an einem geografischen Knotenpunkt am nordwestlichen Ende des Sempachersees. Die Suhre fliesst in einem gekrümmten Lauf durch die Stadt und dann gegen Norden durch den Sursiwald ab. Im Sempachersee liegt auf Gemeindegebiet das kleine naturgeschützte Gamma-Inseli. Sursee besitzt eine Quaianlage am Triechter genannten Seebecken mit Blick auf die Alpen. Das restliche Seeufer ist geschützt und trägt den Namen Zällmoos. Das Gemeindegebiet liegt im Viereck Sempachersee, Autobahn A2, Sursiwald (im Nordwesten) und der Bahnlinie Luzern–Olten. Die Gebiete Allmend nördlich der A2 und einige Strassen westlich der Bahnlinie bilden die Ausnahme.
2015/16 war etwa ein Fünftel der Fläche (21,6 %) von Wald bedeckt (Sursiwald), und rund ein Fünftel (20,9 %) wurde landwirtschaftlich genutzt. Mehr als die Hälfte des Gemeindegebietes war Siedlungsfläche (56,0 %). Die Stadt ist aufgeteilt in die Quartiere Altstadt, Eisenbahn Vorstadt, Mariazell und Neufeld.
Sursee grenzt an Geuensee, Knutwil, Mauensee, Oberkirch und Schenkon. Mit den Gemeinden Oberkirch, Schenkon und Mauensee bildet Sursee einen zusammenhängenden Siedlungsraum mit über 20'000 Einwohnerinnen und Einwohnern.

## Bevölkerung
Die Bevölkerung wuchs von 1798 bis 1990, besonders stark war das Wachstum von 1950 bis 1970.
| Jahr | Einwohner |
| ---- | --------- |
| 1798 | 950       |
| 1850 | 1'627     |
| 1900 | 2'592     |
| 1950 | 4'265     |
| 1960 | 5'324     |
| 1970 | 7'052     |

| Jahr | Einwohner |
| ---- | --------- |
| 1980 | 7'645     |
| 1990 | 8'143     |
| 2000 | 8'059     |
| 2010 | 8'941     |
| 2011 | 8'998     |
| 2012 | 9'079     |

| Jahr | Einwohner |
| ---- | --------- |
| 2013 | 9'160     |
| 2014 | 9'390     |
| 2015 | 9'490     |
| 2016 | 9'621     |
| 2017 | 9'900     |
| 2018 | 9'955     |

| Jahr | Einwohner |
| ---- | --------- |
| 2019 | 10'195    |
| 2020 | 10'361    |
| 2021 | 10'382    |
| 2022 | 10'561    |
| 2023 | 10'810    |

### Sprachen
Die Bevölkerung benutzt als Alltagssprache eine hochalemannische Mundart. Bei der letzten Volkszählung im Jahr 2000 gaben 86,87 % Deutsch, 2,83 % Albanisch und 2,83 % Serbokroatisch als Hauptsprache an.

### Religionen – Konfessionen
Früher war die gesamte Einwohnerschaft Mitglied der römisch-katholischen Kirche. Im Jahr 2000 waren 74,50 % römisch-katholische (Bistum Basel), 9,82 % evangelisch-reformierte (Evangelisch-Reformierte Kirche des Kantons Luzern) und 3,04 % orthodoxe Christen. Daneben findet man 4,73 % Muslime, 3,71 % Konfessionslose und 1,10 % Angehörige anderer nichtchristlicher Bekenntnisse. Die Orthodoxen sind fast ausschliesslich Slawen aus den Republiken des früheren Jugoslawiens. Die Muslime sind albanischer, bosniakischer, türkischer und kurdischer Herkunft. Die Angehörigen anderer nichtchristlicher Bekenntnisse sind fast ausnahmslos Hindus tamilischer Herkunft (Stand 2000).

### Herkunft – Nationalität
Ende 2022 waren von den 10'519 Einwohnern 8'677 Schweizer und 1'842 (= 17,5 %) Ausländer.

## Geschichte

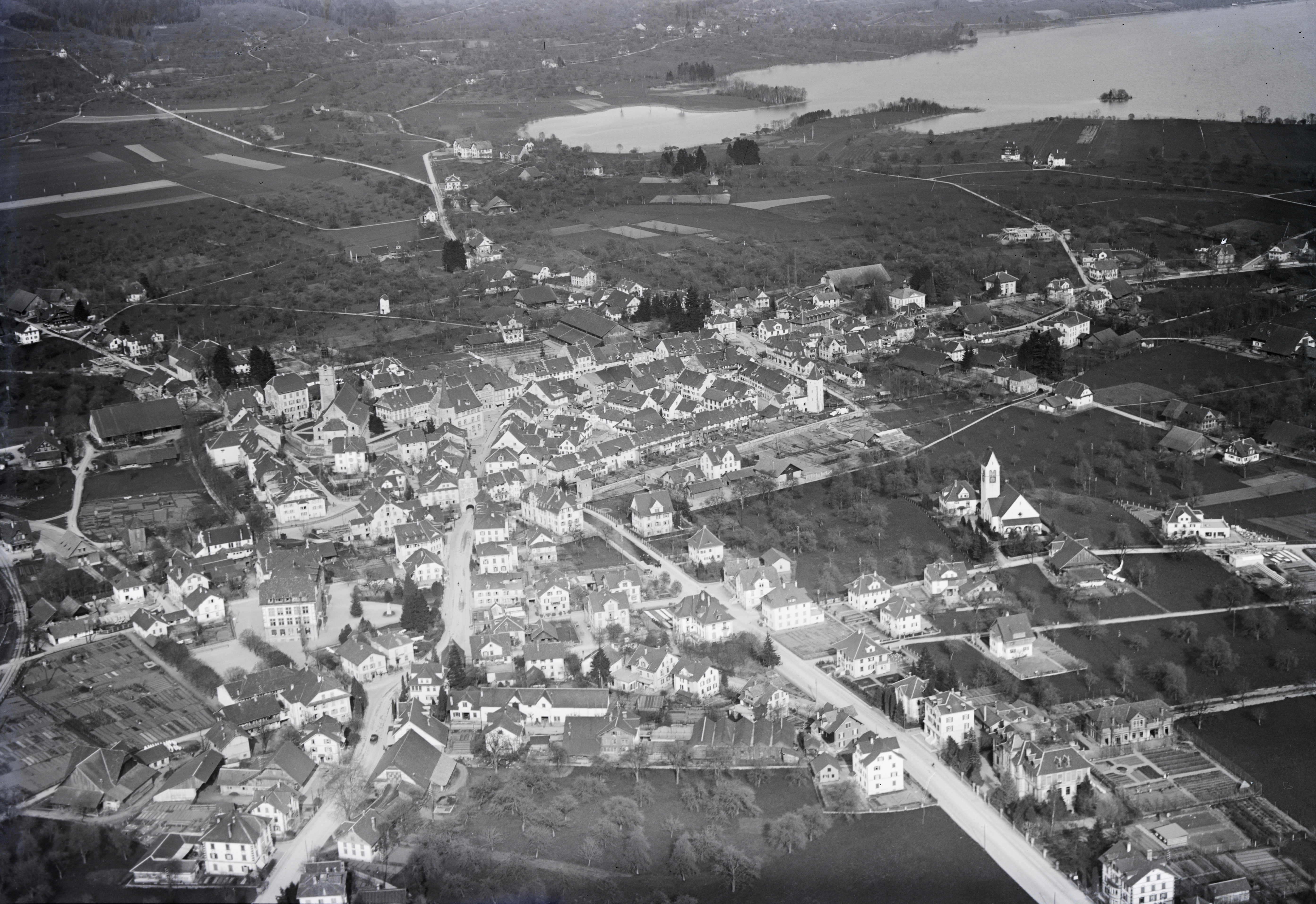
Luftbild aus 250 m von Walter Mittelholzer (1929)

### Ortsname
Sursee ist vermutlich der ursprüngliche Name des Sempachersees, der sekundär auf den bei seinem Abfluss liegenden Ort übertragen worden ist. Dieser ursprüngliche Gewässername verdankt sich der Suhre, einem Nebenfluss der Aare.

### Vorgeschichte und alemannische Zeit
Bereits zur Jungstein- und Bronzezeit waren die Seeufer am Sempachersee mit kleinen Dörfern besiedelt. In der römischen Epoche befand sich westlich der Altstadt ein Vicus, eine römische Kleinstadt mit Markt- und Verwaltungsfunktionen. Im 8. Jahrhundert wurde auf dem höchsten Punkt des Moränenhügels an der Suhre eine erste, hölzerne Kirche für eine kleine Dorfgemeinschaft errichtet. Als sich mit der Zeit das Dorf vergrösserte, wurden um 800 und etwa um das Jahr 1000 steinerne Kirchen erbaut. Nordöstlich der Stadt wurden im mit Seekreide durchsetzten Zällmoos ein alemannisches Gräberfeld und Überreste einer frühmittelalterlichen Kirche ausgegraben.

### Mittelalterliche Kleinstadt
Erstmals historisch erwähnt wird Sursee als Surse, als der Lehnsherr Ulrich I. von Lenzburg dem Chorherrenstift Beromünster die obere Kirche mitsamt einem zugehörigen Hof schenkt.
Auf der Grundlage der älteren, dörflichen Siedlung entwickelte sich um Mitte des 13. Jahrhunderts die Kleinstadt Sursee. Durch die Grafen von Kyburg als Nachfolger der Lenzburger wurde sie mit ersten städtischen Rechten ausgestattet, die nach dem Aussterben der Kyburger 1264 im Stadtrechtsbrief von 1299 als bereits bestehende Rechte, wie z. B. das Marktrecht, von den Herzögen von Österreich garantiert und durch weitere Freiheiten ergänzt wurden. Im Laufe des 14. Jahrhunderts erweiterten die Herzöge von Österreich diese städtischen Privilegien um Handels- und Zollrechte. Auch nach der Eroberung durch die Luzerner im Jahre 1415 wusste Sursee seine städtischen Rechte und Freiheiten im luzernischen Untertanenland zu wahren. Die Stadt Sursee entwickelte sich im Spätmittelalter zu einem Gemeinwesen, das seine Bedeutung als Etappen- und Marktort an der alten Gotthardroute, als Verwaltungsort für wichtige Klöster wie durch regsames Handwerk und Gewerbe zum Ausdruck brachte. Die historische Altstadt von Sursee vermittelt noch immer das Bild dieser spätmittelalterlichen und frühneuzeitlichen Entwicklung. Ein unbekannter Drucker druckte hier im Jahr 1500 als einziges Werk die mit 42 Holzschnitten illustrierte Reimchronik über den Schwabenkrieg von 1499 von Niklaus Schradin. Die Reimchronik gilt als erstes in der Schweiz gedrucktes Werk der Schweizergeschichte.

### Die neuere Zeit
Das 19. Jahrhundert war auch in Sursee eine Zeit vielfältiger Umbrüche in Politik, Gesellschaft und Wirtschaft. Einheimische Zeitungen entstanden, in Handwerk und Gewerbe versuchte man innovative Neuerungen, und nebst vielen kurzlebigen Versuchen entwickelte sich die 1871 gegründete Ofenfabrik Sursee (später AG Ofenfabrik und Therma-Werke) zum grössten Industrieunternehmen, das in seiner Blütezeit um 350 Arbeiter beschäftigte. In jenen Jahrzehnten wurde aus der alten Stadt eine moderne Gemeinde, die sich 1831 in eine Einwohner- und Bürgergemeinde (seit 2000 vereinigt) sowie die Korporationsgemeinde aufteilte. 1885 wurde die Landwirtschaftliche Schule Sursee gegründet, mit Hans Moos als erstem Direktor.

### Ein modernes Zentrum
In den letzten hundert Jahren ist in Sursee ein bedeutender Komplex von Schulen und weiteren Bildungsinstitutionen entstanden. Er umfasst das Oberstufenzentrum, das Berufsschulzentrum mit kaufmännischer und gewerblicher Berufsschule, die Kantonsschule als Maturitäts- und Diplommittelschule sowie das Bildungs- und Beratungszentrum für Milchwirtschaft, Haus- und Landwirtschaft, welches an die Stelle der ehemaligen Landwirtschaftsschule getreten ist. Sonderschulen für schwächere und behinderte Kinder und Jugendliche ergänzen das  Angebot. 1940 wurde in Sursee das erste moderne Spital eröffnet, das in den Jahren 1971/72 kantonalisiert und gleichzeitig erweitert wurde. In den letzten Jahren hat man zudem die Verwaltung der Spitäler Wolhusen und Sursee vereinigt. Die Pflege von Betagten wird durch das regionale Pflegeheim und das Betagtenzentrum St. Martin sichergestellt.
Mit über 14'000 Beschäftigten ist Sursee heute das Dienstleistungszentrum und der Wirtschaftsmotor der Region.

## Politik

### Stadtrat

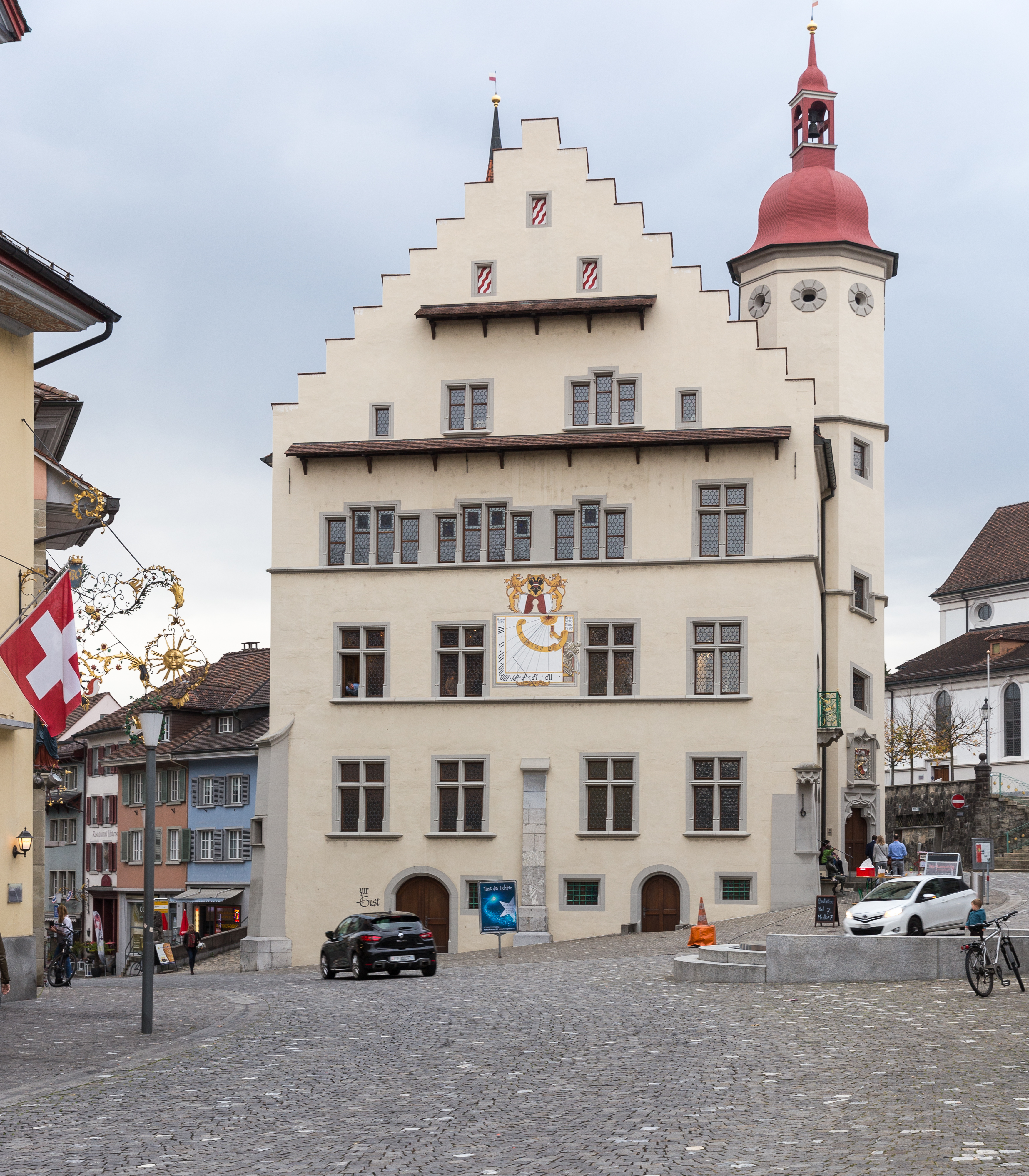
Rathaus Sursee

Der Stadtrat Sursee besteht aus fünf Mitgliedern und dem Stadtschreiber und ist wie folgt aufgestellt (Legislaturperiode 2024–2028):
- Sabine Beck-Pflugshaupt (Die Mitte): Stadtpräsidentin
- Yvonne Zemp Baumgartner (SP): Sozialvorsteherin
- Romeo Venetz (Die Mitte): Bauvorsteher
- Urs Koch (FDP.Die Liberalen): Finanzvorsteher
- Judith Studer-Niederberger (Grüne): Bildungsvorsteherin
- Bruno Peter: Stadtschreiber

### Kantonsratswahlen
Bei den Kantonsratswahlen 2023 des Kantons Luzern betrugen die Wähleranteile in Sursee: Mitte (mit GenMitte) 22,66 %, Grüne (mit JG und GrüneKuG) 20,02 %, FDP 17,16 %, SVP 16,00 %, SP (mit JUSO) 14,99 % und glp 9,16 %.

### Nationalratswahlen
Bei den Schweizer Parlamentswahlen 2023 betrugen die Wähleranteile in Sursee: Mitte 26,6 % (+3,9 %), SVP 18,7 % (+0,5 %), FDP 16,6 % (+2,0 %), SP 14,5 % (−3,4 %), Grüne 13,1 % (−4,7 %), glp 8,6 % (+1,1 %), übrige 1,9 %(+0,8 %).

## Verkehr

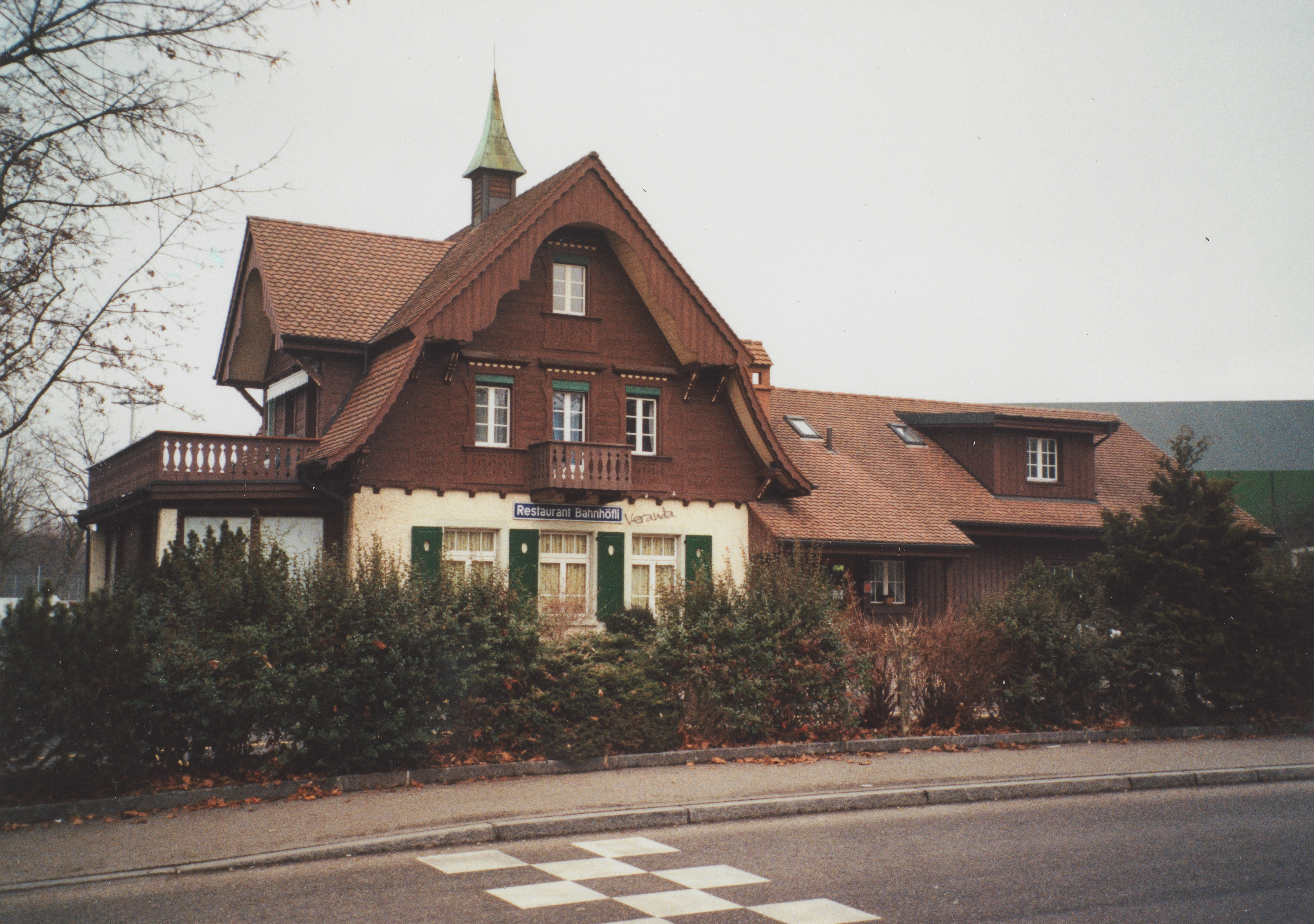
Ehemaliges Bahnhofgebäude Sursee Stadt (2008)

Der Surseer Bahnhof ist Fernverkehrshalt der Bahnstrecke Luzern–Zofingen–Olten und Startbahnhof der Sursee-Triengen-Bahn. Ausserdem ist Sursee Ausgangspunkt diverser Buslinien ins Umland. Diese sind Sursee–Triengen–Schöftland, Sursee–Buchs LU–Uffikon, Sursee–Schenkon–Beromünster, Sursee–Schlierbach–Etzelwil, Sursee–Ettiswil–Willisau, Sursee–Buttisholz–Wolhusen Spital und Sursee–Eich–Sempach Station.
Sursee liegt an der alten Baslerstrasse Luzern–Zofingen(–Basel). Weitere wichtige Strassenverbindungen sind Sursee–Willisau, Sursee–Schöftland, Sursee–Sempach, Sursee–Neuenkirch und Sursee–Beromünster. Die Stadt hat einen Autobahnanschluss an die A2.

## Sehenswürdigkeiten
Sursee hat eine teilweise spätmittelalterliche Altstadt mit berühmtem spätgotischem Rathaus und liegt am Sempachersee.
- Im St. Urbanhof rastete Herzog Leopold III. von Österreich am Vorabend der Schlacht bei Sempach, bei der die Eidgenossen das österreichische Heer 1386 vernichtend geschlagen haben. Das stattliche Gebäude beherbergt heute das Stadtmuseum. Das Museum Sankturbanhof[13] zeigt eine Dauerausstellung und wechselnde Kunst- und Themenausstellungen.
- Vor den Toren der Stadt befindet sich seit 1960 das Museum der Schweizer Kapuziner. Das Kloster wurde 1998 aufgehoben, von der römisch-katholischen Kirchgemeinde gekauft und restauriert beziehungsweise umgebaut.[14]
- Auf der Stirnmoräne über dem Triechter befindet sich die als Wallfahrtsort bekannte Kapelle Mariazell, ein frühbarocker Sakralbau.
- Evangelisch-reformierte Kirche mit modernen Glasfenstern von André Thomkins.[15]
- Katholische Kirche St. Georg und Beinhauskapelle St. Martin (1497).[16]

## Kultur und Brauchtum
Am 11. November, dem Martinstag, wird in Sursee ab 15 Uhr die traditionelle Gansabhauet durchgeführt, ein Überbleibsel eines im Ancien Régime weit verbreiteten, bäuerlichen Spiels um Gänse, Hühner oder anderes Federvieh. Vielleicht steht in Sursee dieser Brauch in Zusammenhang mit den Zehntabgaben der Bauern an die Amtshöfe der Klöster Einsiedeln, Muri und St. Urban. Belegen lässt sich das aber nicht. Bei diesem Volksfest wird eine tote Gans an einem Draht über einer Bühne vor dem Rathaus aufgehängt. Burschen und junge Frauen versuchen mit verbundenen Augen, bekleidet mit einem roten Mantel und einer geschnitzten, vergoldeten Sonnenmaske, mit einem Säbelhieb den Kopf der Gans vom Rumpf zu trennen. Zwischen den einzelnen Schlägen finden das Stangenklettern sowie das Sackhüpfen und das Chäszänne (Grimassen schneiden) für die Kinder statt. Am frühen Abend wird als weiteres Brauchtumselement ein Lichterumzug – der Räbeliechtliumzug – durch die dunkle Altstadt durchgeführt. Von den ca. 150 Anmeldungen werden jedes Jahr 50 Frauen und Männer ausgelost. Nach der ersten Gans, welche in der Regel erst nach mehreren Versuchen fällt, wird noch um ein weiteres Tier gespielt. Die PTT stellten den Brauch auf einer 1977 erschienenen Dauermarke zu 35 Rappen dar.

## Auszeichnungen
Für besondere Verdienste um den Ortsbildschutz erhielt Sursee vom Schweizer Heimatschutz im Jahre 2003 den Wakkerpreis.

## Bilder

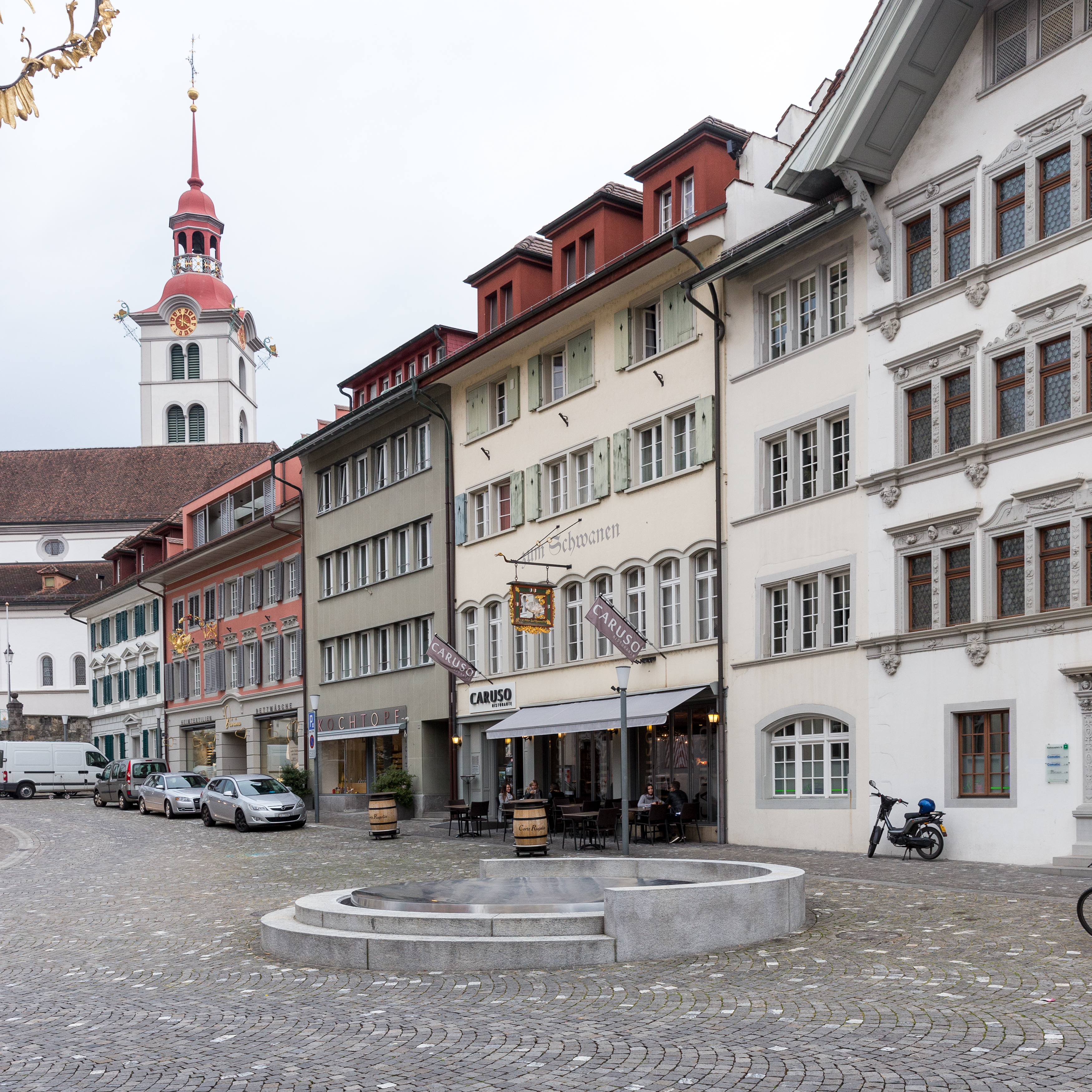
Rathausplatz und Pfarrkirche
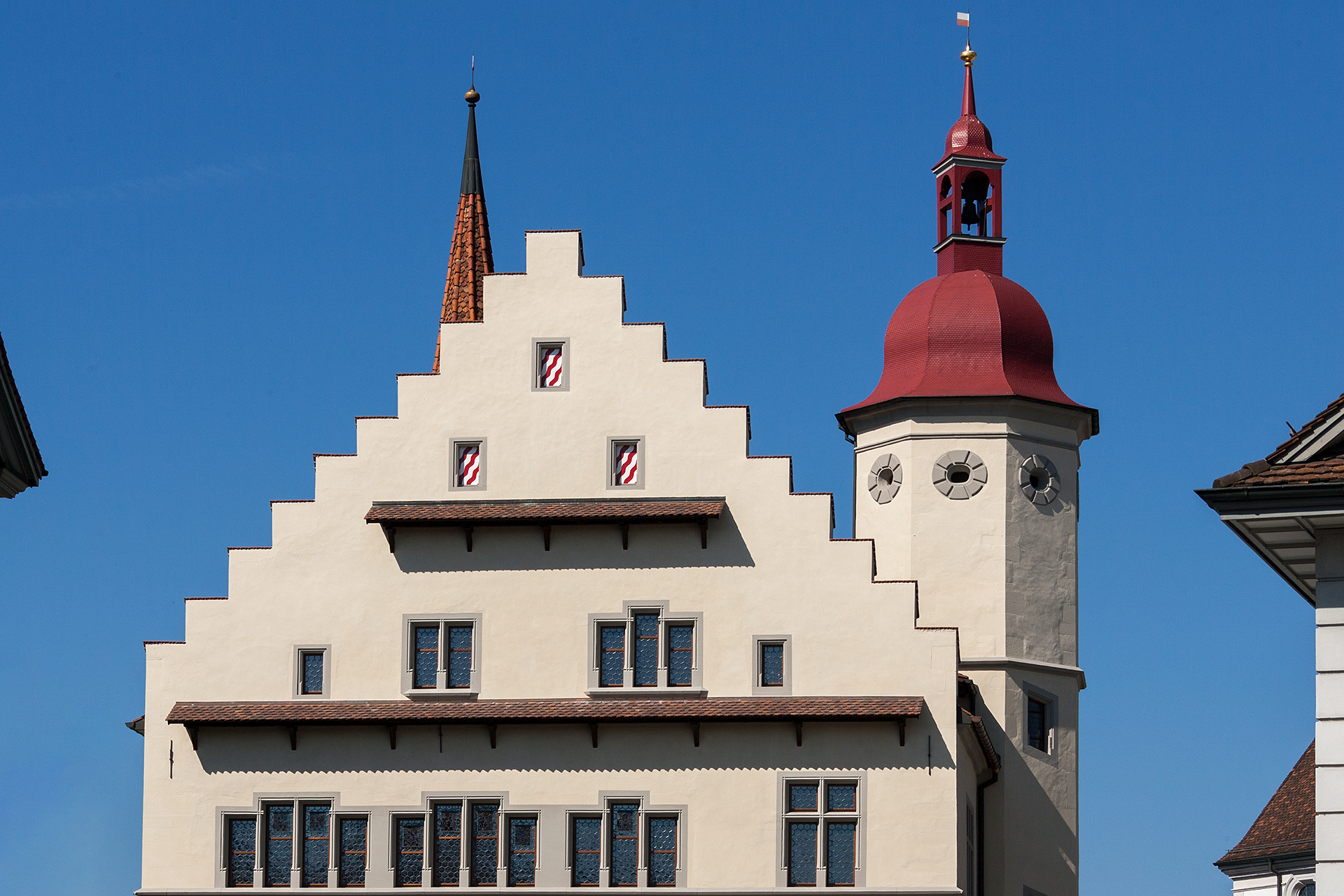
Rathaus
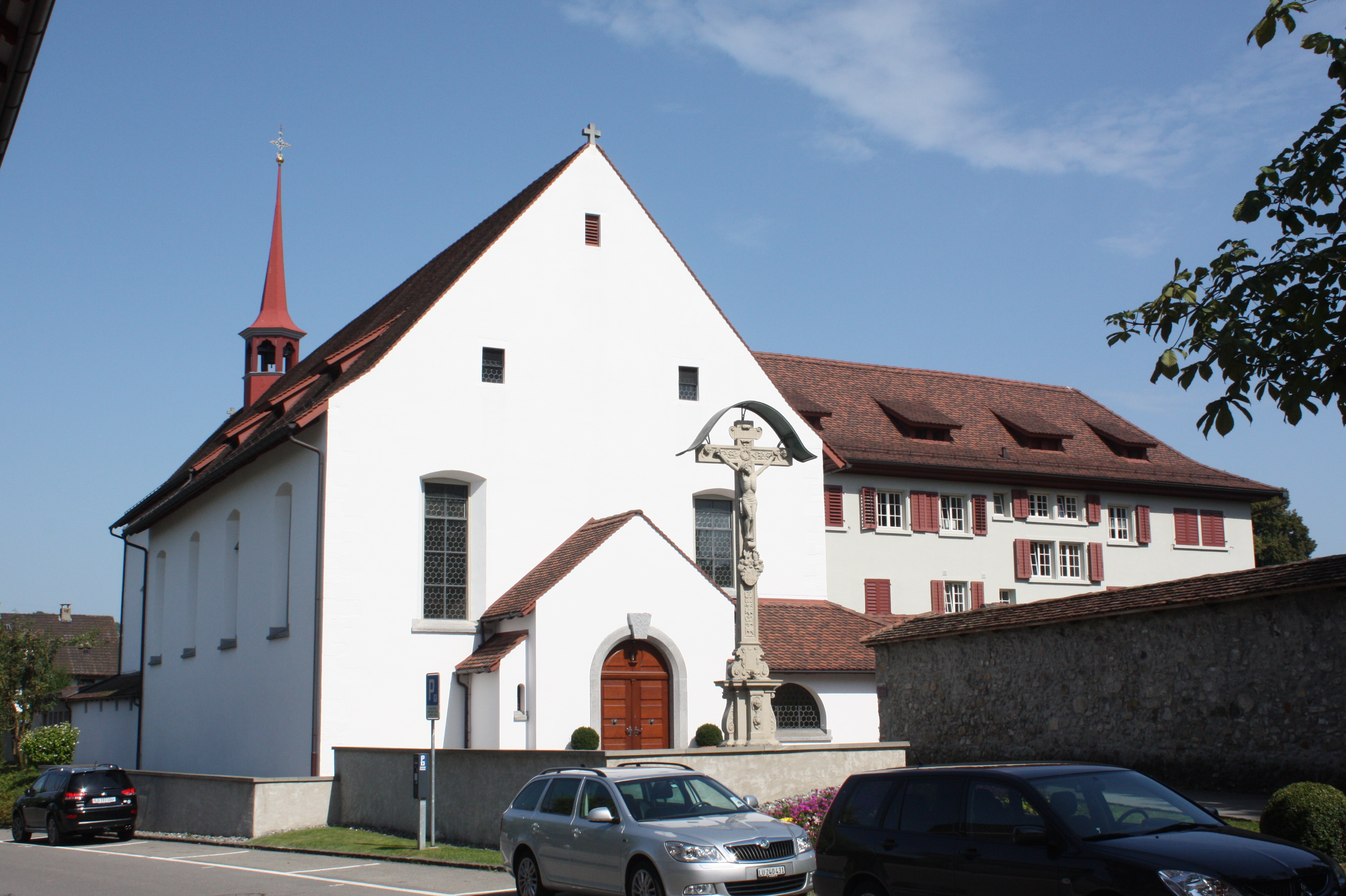
Museum der Schweizer Kapuziner
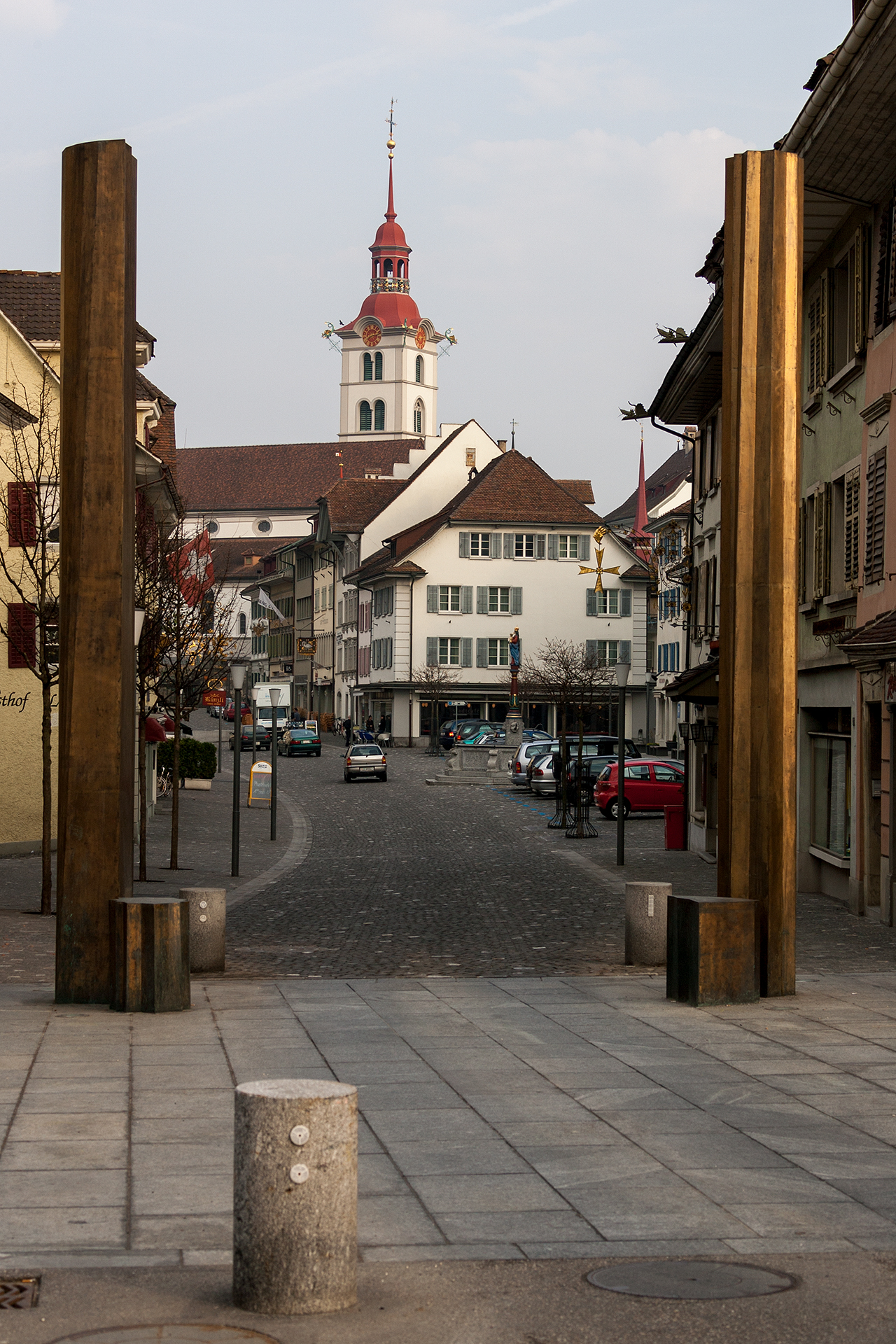
Oberstadt
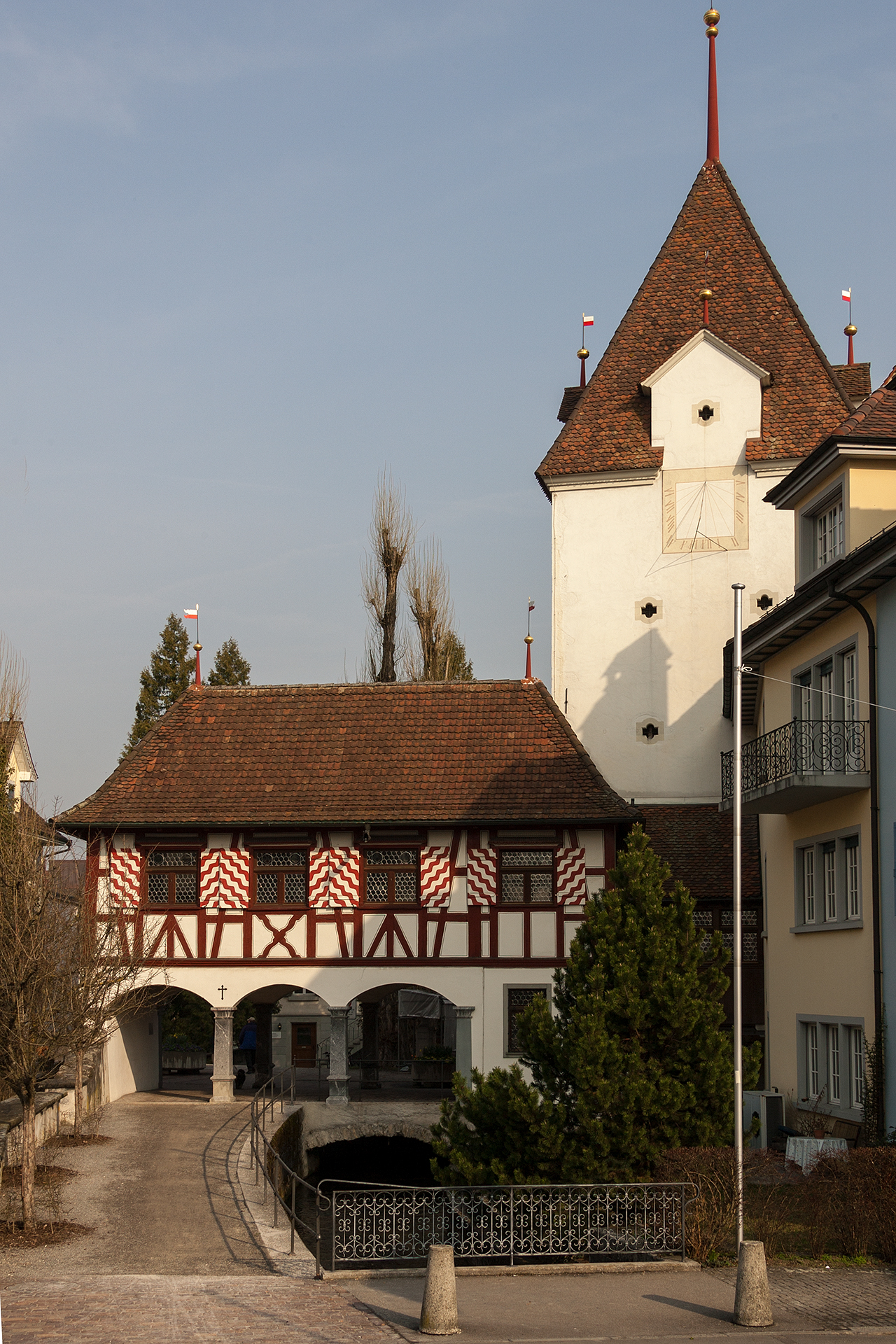
Untertor
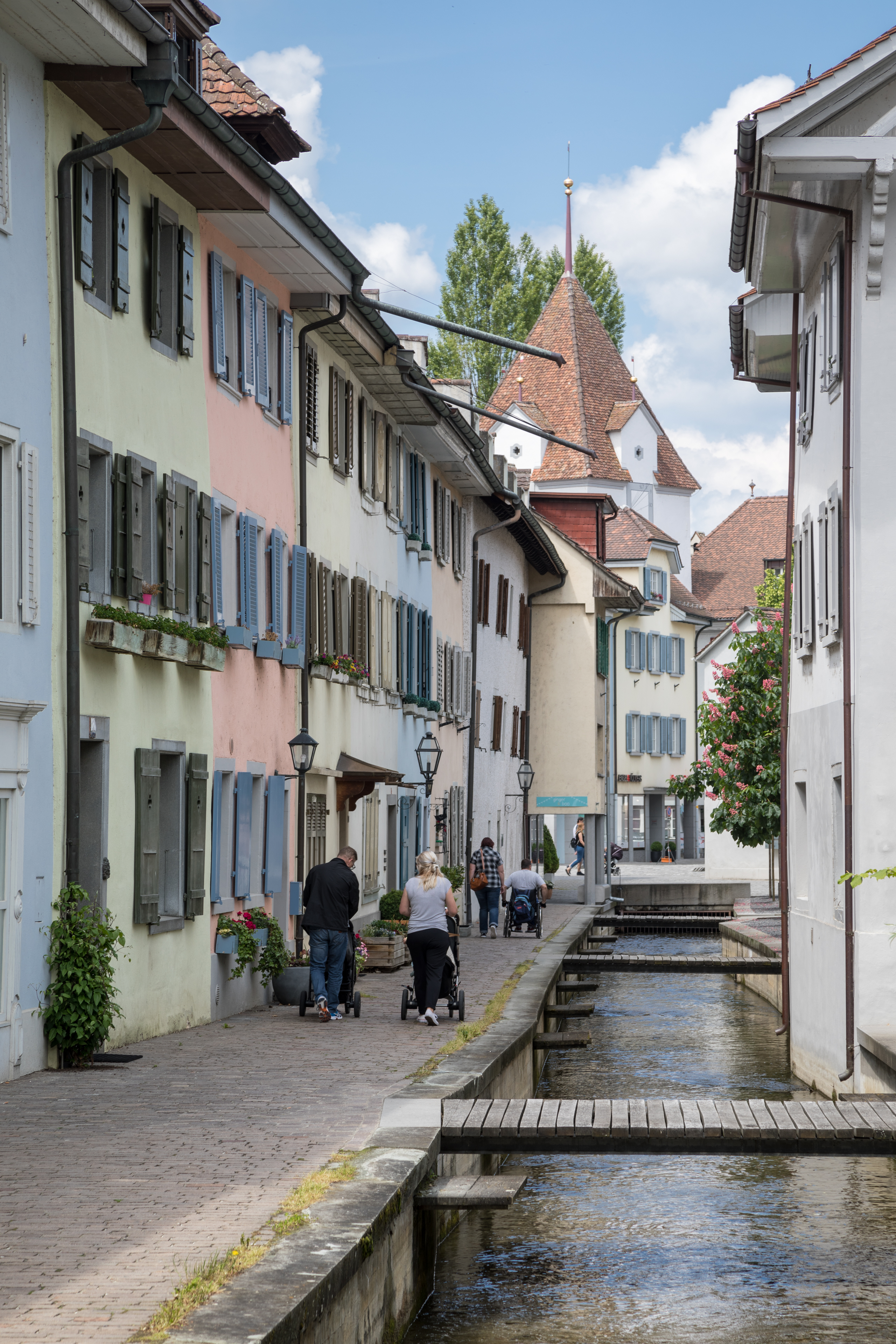
Suhre und Häuser an der Surengasse

## Sport
Der FC Sursee hat sein Heimstadion im Schlottermilch und spielt seit der Saison 2017/18 in der 2. Liga interregional. Daneben bietet Sursee ein breites Sportangebot u. a. mit Unihockey, Handball, Volleyball, Basketball, Eishockey, Eiskunstlauf, Tennis und Badminton.

## Partnerstädte
- Seit 1987 ist die durch den ausgewanderten Surseer Arzt Kaspar Köpfli (1774–1854) gegründete Stadt Highland (Illinois) Partnerstadt von Sursee.
- Einen vorwiegend kulturellen Austausch pflegt Sursee mit der Unterwalliser Stadt Martigny. Diese Partnerschaft wurde Ende der 1990er-Jahre unter anderem von Pascal Couchepin und dem damaligen Surseer Musikschulleiter Georges Regner in die Wege geleitet und kam im Herbst 1999 offiziell zustande. Am Ort weist der 2003 vor dem Stadthof eingeweihte Martigny-Platz ▼ auf diese Verbundenheit hin.

## Persönlichkeiten
- Anna Maria Barbara Abesch (1706–1773), Malerin
- Paul Amlehn (1867–1931), Bildhauer
- Hans Arnold (1925–2010), schwedischer Künstler und Illustrator
- Xaver Arnold (1848–1929), Schweizer, in Deutschland tätiger Bildhauer
- Heinrich Ludwig von Attenhofer (1783–1856), Arzt, Kaiserlich russischer Hofrat, Politiker
- Karl Attenhofer (1836–1906), Bundesrichter
- Carl Beck (1894–1982), Politiker
- Franz Xaver Beck (1827–1894), Politiker
- Joseph Beck (1858–1943), Theologe und Sozialreformer, Rektor der Universität Freiburg i. Üe.
- Julius Beck (1884–1981), Stadtpräsident von Sursee
- Mario Cozzio (* 1993), Kantonsrat (GLP)
- Franz Grossert (1936–2009), Architekt, Bildender Künstler und Aktionskünstler
- Maria Paula Beck (1861–1908), Generaloberin der Menzinger Schwestern
- Pia Berger-Vogel (* 1969), Weltmeisterin im Rudern
- Svenja Fölmli (* 2002), Fussballspielerin
- Joseph Frei (1872–1945), Komponist
- Nicolas Haas (* 1996), Fussballspieler
- Ruedi Imbach (* 1946), Philosophiehistoriker
- Otto Ineichen (1941–2012), Unternehmer und Politiker
- Rolf Ineichen (* 1978), Unternehmer und Autorennfahrer
- Ilja Kaenzig (* 1973), Fussballmanager
- David Koch (* 1988), Jazzgitarrist
- Hans Küng (1928–2021), Theologe und Kirchenkritiker, ab 1998 Ehrenbürger der Stadt Sursee
- Johann Heinrich Kydt (1634–1691), römisch-katholischer Geistlicher und Bühnenautor
- Otto Hellmut Lienert (1897–1965), Autor und Schriftsteller
- Adriano B. Lucatelli (* 1966), Unternehmer und Investor in der Finanzbranche
- Bernhard Meyer (1810–1874), Jurist und Politiker, Wegbereiter der modernen Demokratie in der Schweiz
- Fabrizio Misticoni (* 1986), Kantonsrat (Grüne)
- Werner Muff (* 1974), Springreiter
- Severin Ottiger (* 2003), Fussballspieler
- Edy Portmann (* 1976), Informatiker
- Lorenz Rogger (1878–1954), Katholischer Geistlicher und Pädagoge
- Johannes Salat (1498–1561), Gerichtsschreiber, Dramatiker und Historiker
- Josef Schärli (1920–2008), Stiftspropst des Stifts Beromünster, Pfarrer in Sursee
- Franz Ludwig Schnyder von Wartensee (1747–1815), Politiker
- Haris Seferović (* 1992), Fussballspieler, in Sursee geboren und aufgewachsen
- Shalil Shankar (* 1947), Pandit, indischer Sitarspieler und Komponist
- Guido Winterberg (* 1962), Radrennfahrer
- Otto Wüst (1926–2002), Bischof von Basel
- Peter Zihlmann (* 1977), Jazzmusiker
- Philipp Z’Rotz (* 1980), Jazzmusiker